# Bushiella atlantica
Bushiella atlantica är en ringmaskart som först beskrevs av P. Knight-Jones 1978.  Bushiella atlantica ingår i släktet Bushiella och familjen Serpulidae. Arten har ej påträffats i Sverige. Inga underarter finns listade i Catalogue of Life.